# 3. Fußball-Liga 2010/11
Die 3. Liga 2010/11 war die dritte Spielzeit der eingleisigen 3. Liga im deutschen Herrenfußball. Sie begann am 23. Juli 2010 – vier Wochen vor dem Saisonstart der Bundesliga und 2. Bundesliga – mit dem Spiel der Kickers Offenbach gegen den 1. FC Saarbrücken (2:0) und endete am 14. Mai 2011 mit dem 38. und letzten Spieltag. Die Relegationsspiele zwischen dem Sechzehnten der 2. Bundesliga und dem Dritten der 3. Liga fanden am 20. Mai und 24. Mai 2011 statt.

## Saisonverlauf
Herbstmeister wurde Hansa Rostock, nachdem während fast der gesamten Hinrunde die Kickers Offenbach die Tabellenführung innegehabt hatten. In der Rückrunde setzte sich jedoch Eintracht Braunschweig an der Tabellenspitze fest und erreichte bereits sechs Spieltage vor Saisonende als erster Drittligist den sportlichen Aufstieg in die 2. Bundesliga. Am 35. Spieltag stand mit Hansa Rostock (erst vor einem Jahr aus der zweiten Liga abgestiegen) auch der zweite direkte Aufsteiger fest. Dynamo Dresden setzte sich als Tabellendritter in der Relegation gegen den VfL Osnabrück, den Drittletzten der 2. Bundesliga, durch und komplettierte somit das Aufsteigerfeld. Aufstiegsberechtigt waren prinzipiell alle Vereine mit Ausnahme der drei Zweitvertretungen von Bundesligisten. Die ersten Vier der Tabelle qualifizierten sich darüber hinaus automatisch für die 1. Hauptrunde des DFB-Pokals 2011/12.
Neben dem FC Bayern München II stieg Rot Weiss Ahlen in die Regionalliga ab, nachdem es auf Grund der Eröffnung eines Insolvenzverfahrens ans Ende der Tabelle gesetzt worden war, wovon Wacker Burghausen profitierte, das, obwohl sportlich abgestiegen, somit die Klasse halten konnte. Am 7. Juni 2011 – viereinhalb Wochen nach Beendigung des Spielbetriebs – verzichtete die TuS Koblenz wegen Finanzierungsengpässen auf ihr Startrecht für die folgende Drittliga-Spielzeit, wodurch Werder Bremen II trotz des sportlichen Abstiegs weiterhin drittklassig blieb.
Die Torjägerliste führten am Ende der Saison Domi Kumbela von Eintracht Braunschweig und Patrick Mayer vom 1. FC Heidenheim mit jeweils 19 Treffern gemeinsam an.

## Statistiken

### Abschlusstabelle

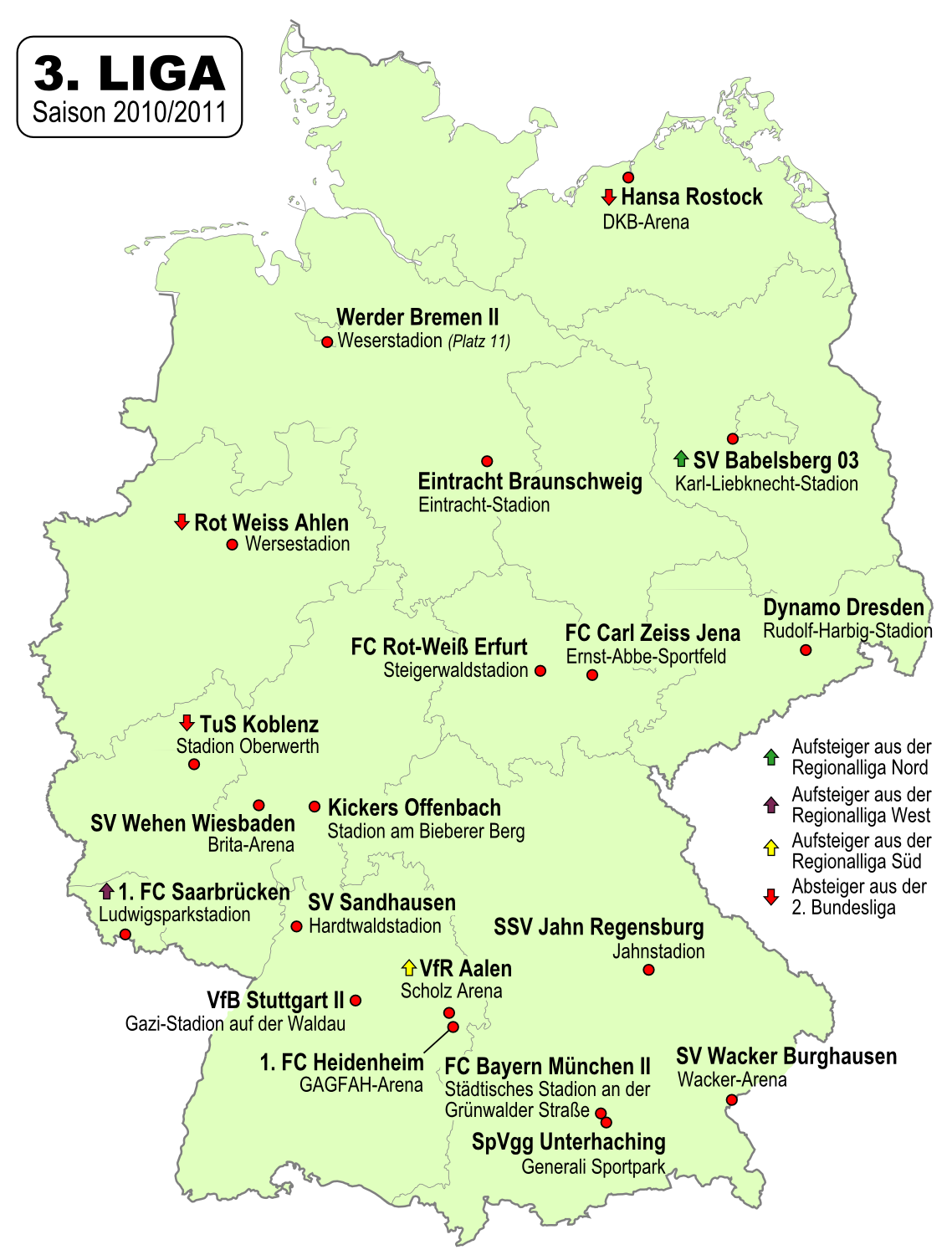
Vereine der 3. Liga-Saison 2010/11 im Überblick

| Pl. | Verein                   | Sp. | S  | U  | N  | Tore    | Diff. | Punkte | Anm.                                  |
| --- | ------------------------ | --- | -- | -- | -- | ------- | ----- | ------ | ------------------------------------- |
| 1.  | Eintracht Braunschweig   | 38  | 26 | 7  | 5  | 081:220 | +59   | 85     | ▲ / P                                 |
| 2.  | Hansa Rostock (A)        | 38  | 24 | 6  | 8  | 070:360 | +34   | 78     | ▲ / P                                 |
| 3.  | Dynamo Dresden           | 38  | 19 | 8  | 11 | 055:370 | +18   | 65     | ( ▲) / P                              |
| 4.  | SV Wehen Wiesbaden       | 38  | 18 | 10 | 10 | 055:390 | +16   | 64     | P                                     |
| 5.  | FC Rot-Weiß Erfurt       | 38  | 18 | 7  | 13 | 063:450 | +18   | 61     |                                       |
| 6.  | 1. FC Saarbrücken (N)    | 38  | 17 | 8  | 13 | 061:510 | +10   | 59     |                                       |
| 7.  | Kickers Offenbach        | 38  | 16 | 9  | 13 | 052:450 | +7    | 57     |                                       |
| 8.  | SSV Jahn Regensburg      | 38  | 13 | 13 | 12 | 035:410 | −6    | 52     |                                       |
| 9.  | 1. FC Heidenheim         | 38  | 14 | 9  | 15 | 059:580 | +1    | 51     |                                       |
| 10. | VfB Stuttgart II U23     | 38  | 12 | 15 | 11 | 048:480 | ±0    | 51     |                                       |
| 11. | TuS Koblenz 1 (A)        | 38  | 13 | 10 | 15 | 038:460 | −8    | 49     | Rotes X oder Kreuzchensymbol für nein |
| 12. | SV Sandhausen            | 38  | 11 | 13 | 14 | 043:460 | −3    | 46     |                                       |
| 13. | SV Babelsberg 03 (N)     | 38  | 12 | 10 | 16 | 039:470 | −8    | 46     |                                       |
| 14. | SpVgg Unterhaching       | 38  | 11 | 12 | 15 | 039:550 | −16   | 45     |                                       |
| 15. | FC Carl Zeiss Jena       | 38  | 11 | 11 | 16 | 043:620 | −19   | 44     |                                       |
| 16. | VfR Aalen (N)            | 38  | 9  | 14 | 15 | 040:520 | −12   | 41     |                                       |
| 17. | Wacker Burghausen        | 38  | 9  | 10 | 19 | 046:660 | −20   | 37     |                                       |
| 18. | Werder Bremen II U23     | 38  | 8  | 12 | 18 | 033:560 | −23   | 36     |                                       |
| 19. | FC Bayern München II U23 | 38  | 7  | 9  | 22 | 030:540 | −24   | 30     | ▼                                     |
| 20. | Rot Weiss Ahlen 2 (A)    | 38  | 11 | 9  | 18 | 045:690 | −24   | 39     | ▼                                     |

| Zum Saisonende 2009/10:               |                                                                             |
| (A)                                   | Absteiger aus der 2. Fußball-Bundesliga 2009/10                             |
| (N)                                   | Neuzugang, Aufsteiger aus der Regionalliga 2009/10                          |
| Zum Saisonende 2010/11:               |                                                                             |
| ▲                                     | Aufstieg in die 2. Bundesliga 2011/12                                       |
| ( ▲)                                  | Teilnahme an den Relegationsspielen gegen den 16. der 2. Bundesliga 2010/11 |
| P                                     | Teilnahme am DFB-Pokal 2011/12                                              |
| ▼                                     | Abstieg in die Regionalligen 2011/12                                        |
| Rotes X oder Kreuzchensymbol für nein | Rückzug nach Saisonende                                                     |

### Kreuztabelle
Die Kreuztabelle stellt die Ergebnisse aller Spiele dieser Saison dar. Die Heimmannschaft ist in der linken Spalte, die Gastmannschaft in der oberen Zeile aufgelistet.
| 2010/11                | Eintracht Braunschweig | FC Hansa Rostock | Dynamo Dresden | SV Wehen Wiesbaden | FC Rot-Weiß Erfurt | 1. FC Saarbrücken | Kickers Offenbach | SSV Jahn Regensburg | 1. FC Heidenheim | VfB Stuttgart II | TuS Koblenz | SV Sandhausen | SV Babelsberg 03 | SpVgg Unterhaching | FC Carl Zeiss Jena | VfR Aalen | Wacker Burghausen | Werder Bremen II | FC Bayern München II | Rot Weiss Ahlen |
| ---------------------- | ---------------------- | ---------------- | -------------- | ------------------ | ------------------ | ----------------- | ----------------- | ------------------- | ---------------- | ---------------- | ----------- | ------------- | ---------------- | ------------------ | ------------------ | --------- | ----------------- | ---------------- | -------------------- | --------------- |
| Eintracht Braunschweig |                        | 2:1              | 2:1            | 1:2                | 4:0                | 1:0               | 2:1               | 2:0                 | 4:0              | 2:1              | 4:1         | 2:0           | 1:1              | 3:0                | 6:0                | 2:0       | 3:0               | 1:2              | 2:0                  | 2:0             |
| Hansa Rostock          | 2:1                    |                  | 1:0            | 3:1                | 3:0                | 2:1               | 0:0               | 5:0                 | 2:1              | 0:1              | 2:0         | 0:1           | 3:0              | 7:2                | 2:1                | 3:0       | 1:1               | 2:0              | 0:2                  | 2:0             |
| Dynamo Dresden         | 1:1                    | 2:2              |                | 3:0                | 1:3                | 3:0               | 2:0               | 1:1                 | 0:0              | 1:1              | 1:0         | 3:1           | 0:1              | 4:0                | 2:0                | 1:0       | 2:0               | 1:1              | 3:1                  | 3:0             |
| SV Wehen Wiesbaden     | 0:2                    | 1:2              | 2:2            |                    | 0:1                | 2:1               | 1:2               | 2:0                 | 5:2              | 2:1              | 1:0         | 2:0           | 1:0              | 3:0                | 2:1                | 1:3       | 3:0               | 1:1              | 3:0                  | 3:0             |
| FC Rot-Weiß Erfurt     | 3:1                    | 0:1              | 3:0            | 0:0                |                    | 1:2               | 3:1               | 0:1                 | 0:0              | 1:2              | 3:0         | 2:1           | 4:2              | 4:0                | 2:1                | 1:0       | 1:1               | 2:1              | 2:0                  | 4:0             |
| 1. FC Saarbrücken      | 0:3                    | 3:0              | 3:2            | 0:0                | 1:3                |                   | 2:0               | 0:0                 | 3:4              | 1:0              | 0:0         | 3:1           | 3:1              | 2:3                | 1:3                | 3:2       | 2:1               | 1:0              | 4:1                  | 0:0             |
| Kickers Offenbach      | 2:2                    | 3:2              | 2:3            | 0:0                | 2:1                | 2:0               |                   | 2:1                 | 1:0              | 2:2              | 0:0         | 1:2           | 2:1              | 1:0                | 0:2                | 2:0       | 2:0               | 3:1              | 4:1                  | 1:2             |
| SSV Jahn Regensburg    | 0:3                    | 2:2              | 0:1            | 0:0                | 0:0                | 2:2               | 0:2               |                     | 2:1              | 1:2              | 0:2         | 0:0           | 1:1              | 3:0                | 0:0                | 1:1       | 2:0               | 0:2              | 0:0                  | 1:2             |
| 1. FC Heidenheim       | 1:4                    | 1:2              | 3:0            | 0:2                | 1:1                | 2:0               | 2:1               | 0:1                 |                  | 0:0              | 3:1         | 1:1           | 1:1              | 5:1                | 2:0                | 0:0       | 4:1               | 3:1              | 3:1                  | 3:0             |
| VfB Stuttgart II       | 0:0                    | 3:0              | 1:0            | 3:3                | 3:1                | 2:2               | 0:2               | 1:2                 | 2:1              |                  | 1:2         | 0:1           | 1:1              | 1:1                | 3:2                | 1:1       | 1: 1              | 0:3              | 0:0                  | 5:1             |
| TuS Koblenz            | 0:2                    | 0:2              | 0:1            | 3:2                | 1:1                | 1:2               | 0:1               | 0:2                 | 4:0              | 2:0              |             | 3:0           | 1:0              | 1:1                | 1:0                | 1:0       | 0:4               | 0:0              | 1:3                  | 0:0             |
| SV Sandhausen          | 0:2                    | 1:2              | 4:1            | 0:0                | 3:2                | 3:1               | 0:2               | 2:2                 | 1:2              | 0:1              | 0:0         |               | 0:0              | 0:0                | 0:2                | 1:3       | 1:1               | 5:1              | 1:0                  | 5:0             |
| SV Babelsberg 03       | 0:3                    | 0:2              | 1:1            | 0:0                | 1:1                | 0:2               | 2:0               | 0:1                 | 4:3              | 3:0              | 0:1         | 0:0           |                  | 0:4                | 4:1                | 3:1       | 0:2               | 2:0              | 1:0                  | 1:0             |
| SpVgg Unterhaching     | 0:1                    | 3:0              | 0:1            | 0:1                | 3:1                | 0:2               | 1:1               | 0:0                 | 1:1              | 0:1              | 1:1         | 1:1           | 1:0              |                    | 1:1                | 2:0       | 2:0               | 2:0              | 0:4                  | 0:0             |
| FC Carl Zeiss Jena     | 2:2                    | 1:3              | 1:0            | 1:0                | 1:3                | 0:7               | 1:0               | 1:2                 | 2:1              | 1:1              | 2:2         | 3:0           | 0:0              | 1:2                |                    | 0:0       | 1:0               | 1:1              | 1:1                  | 3:3             |
| VfR Aalen              | 0:0                    | 1:1              | 1:0            | 1:2                | 0:4                | 1:1               | 1:1               | 2:3                 | 2:1              | 1:1              | 1:2         | 0:0           | 3:2              | 0:0                | 2:1                |           | 1:0               | 1:1              | 2:2                  | 3:0             |
| Wacker Burghausen      | 0:0                    | 1:4              | 0:2            | 1:1                | 1:0                | 3:4               | 4:3               | 0:1                 | 2:2              | 3:4              | 3:1         | 1:4           | 1:2              | 1:3                | 2:3                | 3:2       |                   | 2:1              | 2:0                  | 1:1             |
| Werder Bremen II       | 0:5                    | 0:2              | 0:3            | 1:4                | 1:2                | 2:0               | 0:0               | 0:1                 | 0:1              | 1:1              | 0:2         | 1:1           | 1:0              | 1:3                | 0:0                | 1:1       | 1:1               |                  | 2:0                  | 3:1             |
| FC Bayern München II   | 1:0                    | 0:0              | 1:2            | 0:1                | 1:0                | 0:0               | 1:0               | 0:2                 | 2:3              | 1:1              | 1:1         | 0:1           | 1:2              | 1:0                | 1:2                | 0:1       | 1:1               | 0:1              |                      | 2:3             |
| Rot Weiss Ahlen        | 0:3                    | 0:2              | 0:1            | 4:1                | 4:3                | 0:2               | 3:3               | 2:0                 | 3:1              | 2:0              | 2:3         | 1:1           | 0:2              | 1:1                | 3:0                | 4:2       | 0:1               | 1:1              | 2:0                  |                 |

### Relegation
In den beiden Relegationsspielen trafen der Tabellensechzehnte der 2. Bundesliga VfL Osnabrück und der Tabellendritte der 3. Liga Dynamo Dresden aufeinander.
| Datum        |                | Ergebnis             |                | Tore                                                                       |
| ------------ | -------------- | -------------------- | -------------- | -------------------------------------------------------------------------- |
| 20. Mai 2011 | Dynamo Dresden | 1:1 (0:0)            | VfL Osnabrück  | 0:1 Jungnickel (66., Eigentor), 1:1 Koch (76.)                             |
| 24. Mai 2011 | VfL Osnabrück  | 1:3 n. V. (1:1, 1:0) | Dynamo Dresden | 1:0 Mauersberger (45.), 1:1 Fiél (61.), 1:2 Schahin (94.), 1:3 Koch (119.) |
| Gesamt:      | Dynamo Dresden | 4:2                  | VfL Osnabrück  |                                                                            |

### Torschützenliste
| Pl. | Nat.                         | Spieler           | Verein                 | Tore |
| --- | ---------------------------- | ----------------- | ---------------------- | ---- |
| 1   | Kongo Demokratische Republik | Domi Kumbela      | Eintracht Braunschweig | 19   |
|     | Deutschland                  | Patrick Mayer     | 1. FC Heidenheim       | 19   |
| 3   | Deutschland                  | Alexander Esswein | Dynamo Dresden         | 17   |
|     | Vereinigte Staaten           | Matthew Taylor    | Rot Weiss Ahlen        | 17   |
| 5   | Deutschland                  | Dennis Kruppke    | Eintracht Braunschweig | 16   |
|     | Kanada                       | Olivier Occéan    | Kickers Offenbach      | 16   |
| 7   | Deutschland                  | Björn Ziegenbein  | Hansa Rostock          | 14   |
| 8   | Ghana                        | Eric Agyemang     | Wacker Burghausen      | 13   |
|     | Deutschland                  | Frank Löning      | SV Sandhausen          | 13   |
| 10  | Bosnien und Herzegowina      | Zlatko Janjić     | SV Wehen Wiesbaden     | 12   |
|     | Deutschland                  | Marcel Reichwein  | FC Rot-Weiß Erfurt     | 12   |
|     | Deutschland                  | Marc Schnatterer  | 1. FC Heidenheim       | 12   |

### Meiste Torvorlagen
| Pl. | Nat.        | Spieler             | Verein                 | Vorlagen |
| --- | ----------- | ------------------- | ---------------------- | -------- |
| 1   | Deutschland | Nico Zimmermann     | 1. FC Saarbrücken      | 17       |
| 2   | Deutschland | Karim Bellarabi     | Eintracht Braunschweig | 16       |
| 3   | Deutschland | Mohammed Lartey     | Hansa Rostock          | 13       |
| 4   | Deutschland | Kevin Wölk          | Rot Weiss Ahlen        | 12       |
| 5   | Deutschland | Dennis Kruppke      | Eintracht Braunschweig | 11       |
|     | Deutschland | Mirko Boland        | Eintracht Braunschweig | 11       |
| 7   | Deutschland | Marcel Reichwein    | FC Rot-Weiß Erfurt     | 10       |
|     | Deutschland | Robert Lechleiter   | VfR Aalen              | 10       |
|     | Deutschland | Tobias Jänicke      | Hansa Rostock          | 10       |
|     | Deutschland | Christian Knappmann | Wacker Burghausen      | 10       |
|     | Spanien     | Cristian Fiél       | Dynamo Dresden         | 10       |

### Zuschauertabelle
2.121.823 Zuschauer sahen die 380 Drittliga-Spiele der Saison. Demnach lag die durchschnittliche Besucherzahl bei 5.584 pro Spiel. Mit insgesamt 330.678 Besuchern, im Schnitt 17.404, war das Braunschweiger Eintracht-Stadion das am besten besuchte Stadion der Saison.

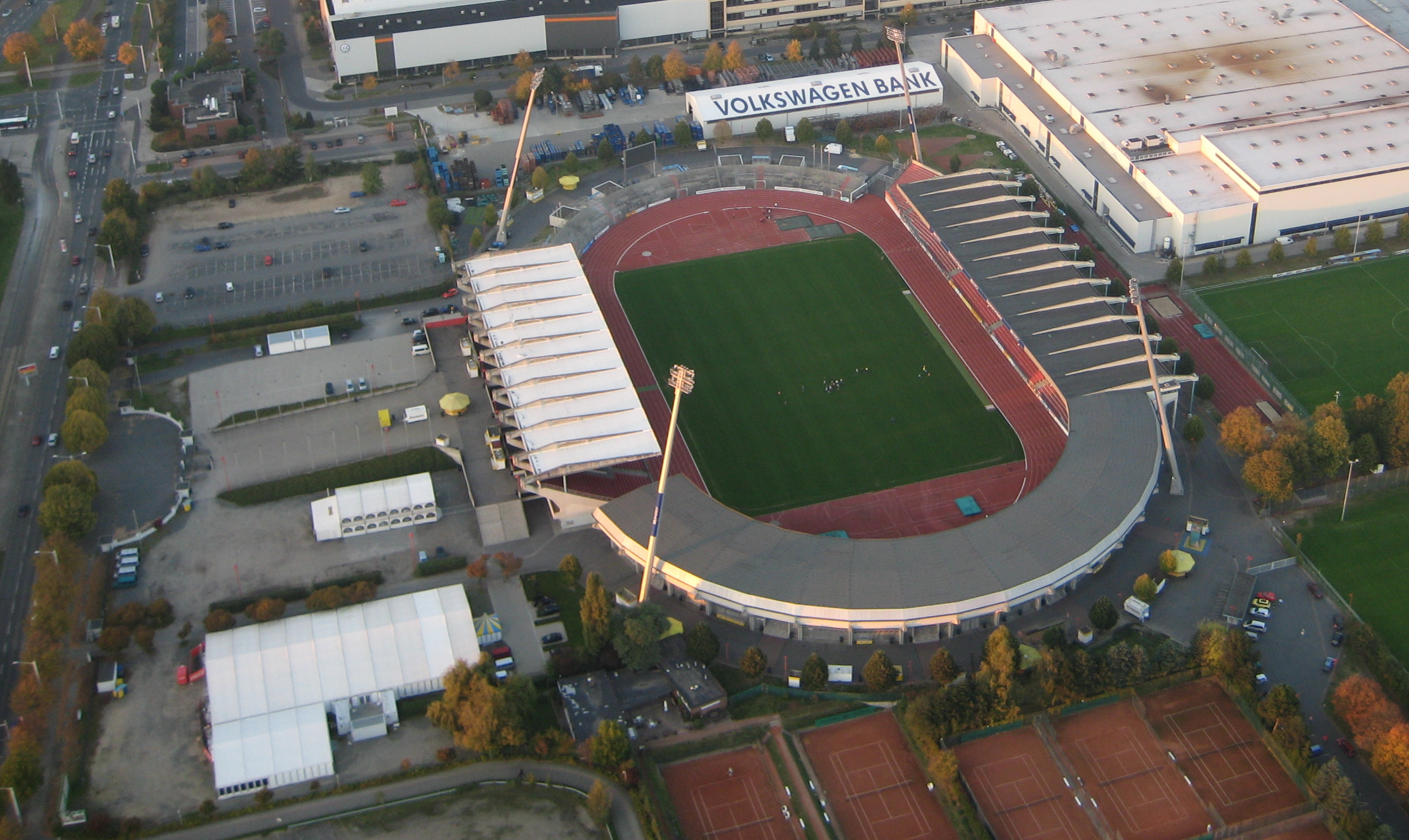
Luftansicht des Eintracht-Stadions in Braunschweig

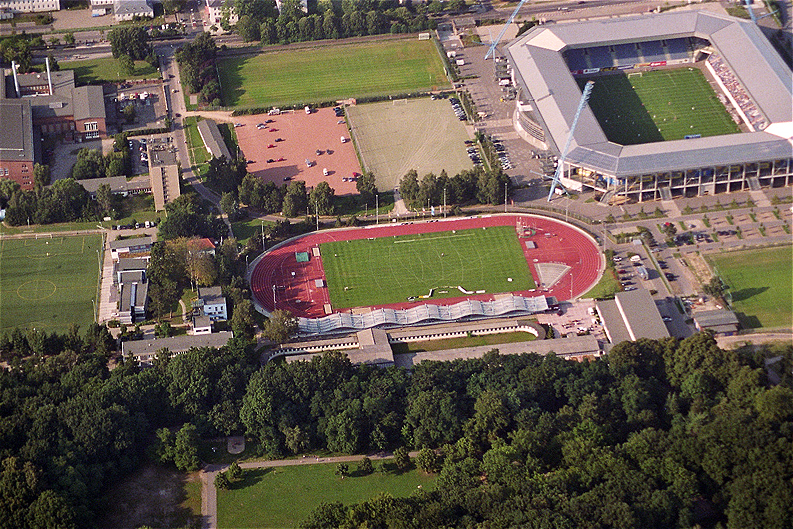
Luftblick auf das Ostseestadion nebst dem Leichtathletikstadion in Rostock

|     | Verein                 | Zuschauer | Schnitt | Auslastung 3 | ausverkauft |
| --- | ---------------------- | --------- | ------- | ------------ | ----------- |
| 01. | Eintracht Braunschweig | 330.678   | 17.404  | 068.14 %     | 2 / 19      |
| 02. | Dynamo Dresden         | 327.341   | 17.228  | 053.34 %     | 3 / 19      |
| 03. | Hansa Rostock          | 280.300   | 14.753  | 050.87 %     | 1 / 19      |
| 04. | Kickers Offenbach      | 147.409   | 07.758  | 031.03 %     | 0 / 19      |
| 05. | FC Rot-Weiß Erfurt     | 124.576   | 06.557  | 033.73 %     | 0 / 19      |
| 06. | 1. FC Heidenheim 1846  | 114.060   | 06.003  | 060.03 %     | 1 / 19      |
| 07. | FC Carl Zeiss Jena     | 107.205   | 05.642  | 044.67 %     | 0 / 19      |
| 08. | 1. FC Saarbrücken      | 095.918   | 05.046  | 014.29 %     | 0 / 19      |
| 09. | TuS Koblenz            | 094.942   | 04.997  | 033.31 %     | 0 / 19      |
| 10. | SV Wehen Wiesbaden     | 079.110   | 04.164  | 033.14 %     | 0 / 19      |
| 11. | VfR Aalen              | 069.352   | 03.650  | 032.64 %     | 0 / 19      |
| 12. | SSV Jahn Regensburg    | 062.312   | 03.279  | 027.79 %     | 0 / 19      |
| 13. | Wacker Burghausen      | 053.204   | 02.801  | 028.01 %     | 0 / 19      |
| 14. | SV Babelsberg 03       | 053.184   | 02.799  | 026.66 %     | 0 / 19      |
| 15. | Rot Weiss Ahlen        | 047.780   | 02.515  | 016.77 %     | 0 / 19      |
| 16. | SV Sandhausen          | 041.626   | 02.191  | 020.67 %     | 0 / 19      |
| 17. | SpVgg Unterhaching     | 040.900   | 02.154  | 014.31 %     | 0 / 19      |
| 18. | Werder Bremen II       | 019.275   | 01.014  | 018.44 %     | 0 / 19      |
| 19. | FC Bayern München II   | 018.021   | 0948    | 09.26 %      | 0 / 19      |
| 20. | VfB Stuttgart II       | 014.630   | 0770    | 06.67 %      | 0 / 19      |
| –   | GESAMT                 | 2.121.823 | 5.584   | 034.04 %     | 7 / 380     |

## Spielstätten
| Verein                 | Stadion (Sponsorenname)                     | Kapazität |
| ---------------------- | ------------------------------------------- | --------- |
| 1. FC Saarbrücken      | Ludwigsparkstadion                          | 35.303    |
| Dynamo Dresden         | Glücksgas-Stadion                           | 32.296    |
| Hansa Rostock          | Ostseestadion (DKB-Arena)                   | 29.000    |
| Eintracht Braunschweig | Eintracht-Stadion                           | 25.540    |
| Kickers Offenbach      | Stadion am Bieberer Berg                    | 25.000    |
| FC Rot-Weiß Erfurt     | Steigerwaldstadion                          | 19.439    |
| SpVgg Unterhaching     | Sportpark Unterhaching (Generali Sportpark) | 15.053    |
| TuS Koblenz            | Stadion Oberwerth                           | 15.000    |
| Rot Weiss Ahlen        | Wersestadion                                | 15.000    |
| FC Carl Zeiss Jena     | Ernst-Abbe-Sportfeld                        | 12.630    |
| SV Wehen Wiesbaden     | Brita-Arena                                 | 12.566    |
| SSV Jahn Regensburg    | Jahnstadion                                 | 11.800    |
| VfB Stuttgart II       | Gazi-Stadion auf der Waldau                 | 11.544    |
| VfR Aalen              | Scholz Arena                                | 11.183    |
| SV Sandhausen          | Hardtwaldstadion                            | 10.600    |
| SV Babelsberg 03       | Karl-Liebknecht-Stadion                     | 10.499    |
| FC Bayern München II   | Grünwalder Stadion                          | 10.240    |
| Wacker Burghausen      | Wacker-Arena                                | 10.000    |
| 1. FC Heidenheim 1846  | Voith-Arena                                 | 10.000    |
| Werder Bremen II       | Weserstadion Platz 11                       | 5.500     |

## Sponsoren
| Verein                 | Trikotsponsor                                          | Ausrüster |                      | Verein                                                      | Trikotsponsor | Ausrüster |
| VfR Aalen              | Imtech (Anlagentechnikunternehmen)                     | Puma      | TuS Koblenz          | EHL (Baustoffhersteller)                                    | Saller        |           |
| Rot Weiss Ahlen        | Reflex Winkelmann (Klimatechnikunternehmen)            | Jako      | FC Bayern München II | Deutsche Telekom (Telekommunikationsunternehmen)            | Adidas        |           |
| SV Babelsberg 03       | Energie und Wasser Potsdam (Versorgungsunternehmen)    | Umbro     | Kickers Offenbach    | Energieversorgung Offenbach (Energieversorgungsunternehmen) | Uhlsport      |           |
| Eintracht Braunschweig | Volkswagen Bank (Autobank)                             | Puma      | SSV Jahn Regensburg  | Südfinanz (Finanzdienstleister)                             | Jako          |           |
| Werder Bremen II       | Targobank (Geschäftsbank)                              | Nike      | Hansa Rostock        | Veolia Umweltservice (Umweltdienstleister)                  | Masita        |           |
| Wacker Burghausen      | OMV (Mineralölunternehmen)                             | Hummel    | 1. FC Saarbrücken    | Victor’s Residenz-Hotels (Hotellerieunternehmen)            | Nike          |           |
| Dynamo Dresden         | Veolia Umweltservice (Umweltdienstleister)             | Jako      | SV Sandhausen        | Nippon (Süßwarenhersteller)                                 | Puma          |           |
| FC Rot-Weiß Erfurt     | E.ON Thüringer Energie (Energieversorgungsunternehmen) | Jako      | VfB Stuttgart II     | Gazi (Molkereiproduktehersteller)                           | Puma          |           |
| 1. FC Heidenheim 1846  | Hartmann Gruppe (Sanitätsmittelhersteller)             | Nike      | SpVgg Unterhaching   | Generali Versicherungen (Versicherungsgesellschaft)         | Adidas        |           |
| FC Carl Zeiss Jena     | ReiCo Logistikgruppe (Logistikunternehmen)             | Adidas    | SV Wehen Wiesbaden   | – 4                                                         | Nike          |           |

## Die Aufstiegsmannschaften
| 1. | Eintracht Braunschweig |
|    | - Tor: Marjan Petković (35/–), Daniel Davari (4/–) - Abwehr: Matthias Henn (37/1), Ken Reichel (35/1), Deniz Dogan (34/4), Norman Theuerkauf (31/5), Benjamin Fuchs (26/1), Benjamin Kessel (24/1), Jan Washausen (5/–), Emre Turan (2/–) - Mittelfeld: Mirko Boland (37/3), Damir Vrančić (30/6), Marc Pfitzner (23/2), Julius Reinhardt (16/2), Markus Unger (12/1), Patrick Amrhein (11/1), Steffen Bohl (8/1), Dennis Lemke (1/–), Oliver Kragl (1/–) - Angriff: Dominick Kumbela (38/19), Karim Bellarabi (35/8), Dennis Kruppke (34/16), Mathias Fetsch (30/5), Marco Calamita (19/3) - ohne Einsatz: Pascal Gos - Trainer: Torsten Lieberknecht |

| 2. | Hansa Rostock |
|    | - Tor: Jörg Hahnel (29/–), Kevin Müller (9/–) - Abwehr: Sebastian Pelzer (37/1), Michael Wiemann (36/4), Peter Schyrba (36/2), Robert Müller (35/3), Martin Stoll (13/–), Stephan Gusche (11/–), René Lange (3/–), Pelle Jensen (1/–), Dexter Langen (1/–) - Mittelfeld: Mohammed Lartey (37/10), Tobias Jänicke (37/9), Kevin Pannewitz (35/4), Björn Ziegenbein (33/14), Tom Trybull (18/–), Sergej Evljuskin (17/–), Michael Blum (11/–), Hendrik Großöhmichen (8/–), Tom Weilandt (1/–) - Angriff: Marcel Schied (36/11), Radovan Vujanović (33/7), Lucas Albrecht (26/–), Malick Bolivard (11/–), Enrico Neitzel (7/2) - ohne Einsatz: Daniel Becker, Johannes Brinkies, Matthias Holst, Andreas Kerner - Trainer: Peter Vollmann |

| 3. | Dynamo Dresden |
|    | - Tor: Axel Keller (22/–), Benjamin Kirsten (17/–) - Abwehr: Thomas Hübener (32/1), Jonas Strifler (27/–), Florian Jungwirth (25/–), Dennis Bührer (23/–), Tim Kister (21/1), Denny Herzig (17/–), Florian Grossert (/), Thomas Franke (10/–), Toni Leistner (1/–) - Mittelfeld: Lars Jungnickel (36/1), Timo Röttger (29/4), Sebastian Schuppan (27/3), Maik Kegel (27/2), Sascha Pfeffer (26/–), Gerrit Müller (24/4), Cristian Fiél (23/–), David Solga (16/–), Marcel Franke (1/–) - Angriff: Robert Koch (34/6), Alexander Esswein (31/17), Dani Schahin (12/9), Paul-Max Walther (1/–) - zur Winterpause den Verein verlassen: Marc Sand (13/2), Tore Andreas Gundersen (8/1), Shergo Biran (5/–) - ohne Einsatz: Marcel Wächter, Maik Wagefeld, Oliver Merkel - Trainer: Matthias Maucksch (bis 12. April 2011), Ralf Loose (ab 12. April 2011) |

## Spieler des Monats/Spieler des Jahres
Gemeinsam mit dfb.de führte die Internetplattform fussball.de die Wahl zum Drittliga-Spieler des Monats durch. Dabei nominierten die Trainer der 20 Mannschaften in den Kalendermonaten mit Spielbetrieb insgesamt fünf Spieler, von denen einer per Internet-Abstimmung zum Spieler des Monats gekürt wurde. Zum Saisonende standen die monatlichen Gewinner dann in einer weiteren Internet-Abstimmung zum Spieler des Jahres zur Wahl.
| August                               | September                                | Oktober                                 | November                           |
| ------------------------------------ | ---------------------------------------- | --------------------------------------- | ---------------------------------- |
| Tobias Jänicke (Hansa Rostock)       | Alexander Esswein (Dynamo Dresden)       | Björn Ziegenbein (Hansa Rostock)        | Björn Ziegenbein (Hansa Rostock)   |
| Dezember                             | Februar                                  | März                                    | April                              |
| Deniz Dogan (Eintracht Braunschweig) | Marjan Petković (Eintracht Braunschweig) | Dennis Kruppke (Eintracht Braunschweig) | Alexander Esswein (Dynamo Dresden) |

| Spieler des Jahres                 |
| ---------------------------------- |
| Alexander Esswein (Dynamo Dresden) |